# Chausseterre
Chausseterre là một xã trong tỉnh Loire miền trung nước Pháp.